# Liste des monuments historiques de Damme
Cette page regroupe l'ensemble des monuments classés de la ville de Damme.
| Objet                                                                            | Statut du classement? | Année de construction/architecte | Section communale | Adresse                     | Coordonnées                      | Numéro d'inventaire | Illustration                                                     |
| -------------------------------------------------------------------------------- | --------------------- | -------------------------------- | ----------------- | --------------------------- | -------------------------------- | ------------------- | ---------------------------------------------------------------- |
| (nl) Hoeve Bonem                                                                 |                       |                                  | Damme             | Bonemstraat 1               | 51° 14′ 29″ nord, 3° 18′ 06″ est | 78649               | Téléverser                                                       |
| (nl) Hoeve met losstaande bestanddelen                                           |                       |                                  | Damme             | Branddijk 2                 | 51° 14′ 43″ nord, 3° 18′ 03″ est | 78650               | Téléverser                                                       |
| (nl) Dubbelhuis                                                                  |                       |                                  | Damme             | Burgstraat 1                | 51° 15′ 03″ nord, 3° 16′ 53″ est | 78651               | Téléverser                                                       |
| (nl) Voormalige gemeentelijke jongensschool                                      |                       |                                  | Damme             | Burgstraat 5                | 51° 15′ 00″ nord, 3° 16′ 50″ est | 78652               | Téléverser                                                       |
| (nl) Half vrijstaand woonhuis                                                    |                       |                                  | Damme             | Burgstraat 7                | 51° 14′ 57″ nord, 3° 16′ 52″ est | 78653               | Téléverser                                                       |
| (nl) Vrijstaande pastorie                                                        |                       |                                  | Damme             | Burgstraat 9                | 51° 14′ 58″ nord, 3° 16′ 53″ est | 78654               | Téléverser                                                       |
| (nl) Hoekpand                                                                    |                       |                                  | Damme             | Burgstraat 14               | 51° 14′ 58″ nord, 3° 16′ 52″ est | 78655               | Téléverser                                                       |
| (nl) 't Schuurtje                                                                |                       |                                  | Damme             | Burgstraat 16               | 51° 14′ 58″ nord, 3° 16′ 53″ est | 78656               | Téléverser                                                       |
| (nl) Eenheidsbebouwing van kleine dorpswoningen                                  |                       |                                  | Damme             | Corneliestraat 1            | 51° 15′ 06″ nord, 3° 16′ 58″ est | 78657               | Téléverser                                                       |
| (nl) Eenheidsbebouwing van kleine dorpswoningen                                  |                       |                                  | Damme             | Corneliestraat 3            | 51° 15′ 06″ nord, 3° 16′ 58″ est | 78657               | Téléverser                                                       |
| (nl) Eenheidsbebouwing van kleine dorpswoningen                                  |                       |                                  | Damme             | Corneliestraat 5            | 51° 15′ 06″ nord, 3° 16′ 58″ est | 78657               | Téléverser                                                       |
| (nl) Eenheidsbebouwing van kleine dorpswoningen                                  |                       |                                  | Damme             | Corneliestraat 10           | 51° 15′ 06″ nord, 3° 17′ 00″ est | 78658               | Téléverser                                                       |
| (nl) Eenheidsbebouwing van kleine dorpswoningen                                  |                       |                                  | Damme             | Corneliestraat 12           | 51° 15′ 06″ nord, 3° 17′ 00″ est | 78658               | Téléverser                                                       |
| (nl) Eenheidsbebouwing van kleine dorpswoningen                                  |                       |                                  | Damme             | Corneliestraat 14           | 51° 15′ 06″ nord, 3° 17′ 00″ est | 78658               | Téléverser                                                       |
| (nl) Eenheidsbebouwing van kleine dorpswoningen                                  |                       |                                  | Damme             | Corneliestraat 16           | 51° 15′ 06″ nord, 3° 17′ 00″ est | 78658               | Téléverser                                                       |
| (nl) Eenheidsbebouwing van kleine dorpswoningen                                  |                       |                                  | Damme             | Corneliestraat 18           | 51° 15′ 06″ nord, 3° 17′ 00″ est | 78658               | Téléverser                                                       |
| (nl) Eenheidsbebouwing van kleine dorpswoningen                                  |                       |                                  | Damme             | Corneliestraat 20           | 51° 15′ 06″ nord, 3° 17′ 00″ est | 78658               | Téléverser                                                       |
| (nl) Eenheidsbebouwing van kleine dorpswoningen                                  |                       |                                  | Damme             | Corneliestraat 6            | 51° 15′ 06″ nord, 3° 17′ 00″ est | 78658               | Téléverser                                                       |
| (nl) Eenheidsbebouwing van kleine dorpswoningen                                  |                       |                                  | Damme             | Corneliestraat 8            | 51° 15′ 06″ nord, 3° 17′ 00″ est | 78658               | Téléverser                                                       |
| (nl) Sint-Christoffelhoeve                                                       |                       |                                  | Damme             | Dammesteenweg 1             | 51° 15′ 08″ nord, 3° 16′ 46″ est | 78659               | Téléverser                                                       |
| (nl) Polderoord, woonhuis met kunstsmederij en kopergieterij                     |                       |                                  | Damme             | Damse Vaart West 2          | 51° 14′ 59″ nord, 3° 16′ 35″ est | 78660               | Téléverser                                                       |
| (nl) Schellemolen, ook gekend als Witte Molen of Dullaerts molen                 |                       |                                  | Damme             | Damse Vaart West            | 51° 15′ 02″ nord, 3° 16′ 39″ est | 78661               | (nl) Schellemolen, ook gekend als Witte Molen of Dullaerts molen |
| (nl) Leegstaande hoeve                                                           |                       |                                  | Damme             | Damse Vaart West 5          | 51° 15′ 06″ nord, 3° 16′ 44″ est | 78663               | (nl) Leegstaande hoeve                                           |
| (nl) Hoeve d'Oude Schaapskooi                                                    |                       |                                  | Damme             | Damse Vaart West 6          | 51° 15′ 09″ nord, 3° 16′ 48″ est | 78664               | (nl) Hoeve d'Oude Schaapskooi                                    |
| (nl) Twee boerenhuisjes                                                          |                       |                                  | Damme             | Damse Vaart West 1          | 51° 15′ 23″ nord, 3° 17′ 05″ est | 78665               | Téléverser                                                       |
| (nl) Twee boerenhuisjes                                                          |                       |                                  | Damme             | Damse Vaart West 9          | 51° 15′ 23″ nord, 3° 17′ 05″ est | 78665               | Téléverser                                                       |
| (nl) Verbroederingsmonument DAMME-JODOIGNE                                       |                       |                                  | Damme             | Damse Vaart-Zuid            | 51° 14′ 56″ nord, 3° 16′ 38″ est | 78666               | Téléverser                                                       |
| (nl) Uilenspiegelmonument                                                        |                       |                                  | Damme             | Damse Vaart-Zuid            | 51° 15′ 02″ nord, 3° 16′ 43″ est | 78667               | Téléverser                                                       |
| (nl) Voormalig 20ste-eeuws brugwachtershuisje                                    |                       |                                  | Damme             | Damse Vaart-Zuid            | 51° 15′ 08″ nord, 3° 16′ 50″ est | 78668               | Téléverser                                                       |
| (nl) Half vrijstaand woonhuis                                                    |                       |                                  | Damme             | Damse Vaart-Zuid 3          | 51° 15′ 03″ nord, 3° 16′ 45″ est | 78669               | Téléverser                                                       |
| (nl) Le R?¼ve                                                                    |                       |                                  | Damme             | Damse Vaart-Zuid 12         | 51° 15′ 06″ nord, 3° 16′ 49″ est | 78670               | Téléverser                                                       |
| (nl) Woonhuizen                                                                  |                       |                                  | Damme             | Damse Vaart-Zuid 13         | 51° 15′ 06″ nord, 3° 16′ 49″ est | 78671               | Téléverser                                                       |
| (nl) Woonhuizen                                                                  |                       |                                  | Damme             | Damse Vaart-Zuid 14         | 51° 15′ 06″ nord, 3° 16′ 49″ est | 78671               | Téléverser                                                       |
| (nl) Verbroederingsmonument van Damme en de Duitse stad Damme-Oldenburg          |                       |                                  | Damme             | Haringmarkt                 | 51° 15′ 03″ nord, 3° 17′ 03″ est | 78672               | Téléverser                                                       |
| (nl) Drinkwaterpomp                                                              |                       |                                  | Damme             | Haringmarkt                 | 51° 15′ 03″ nord, 3° 17′ 02″ est | 78673               | Téléverser                                                       |
| (nl) Kazemat van de Lieve                                                        |                       |                                  | Damme             | Haringmarkt                 | 51° 15′ 04″ nord, 3° 17′ 05″ est | 78674               | (nl) Kazemat van de Lieve                                        |
| (nl) Eénlagige, gekoppelde woonhuizen                                            |                       |                                  | Damme             | Haringmarkt 1               | 51° 15′ 04″ nord, 3° 17′ 02″ est | 78675               | Téléverser                                                       |
| (nl) Eénlagige, gekoppelde woonhuizen                                            |                       |                                  | Damme             | Haringmarkt 2               | 51° 15′ 04″ nord, 3° 17′ 02″ est | 78675               | Téléverser                                                       |
| (nl) Eénlagige, gekoppelde woonhuizen                                            |                       |                                  | Damme             | Haringmarkt 3               | 51° 15′ 04″ nord, 3° 17′ 02″ est | 78675               | Téléverser                                                       |
| (nl) Hoeve                                                                       |                       |                                  | Damme             | Hulsterlo 1                 | 51° 15′ 26″ nord, 3° 18′ 26″ est | 78676               | Téléverser                                                       |
| (nl) Historische hoeve                                                           |                       |                                  | Damme             | Hulsterlo 2                 | 51° 14′ 45″ nord, 3° 18′ 31″ est | 78677               | Téléverser                                                       |
| (nl) Breedhuis, thans Eetcafé De Spieghel                                        |                       |                                  | Damme             | Jacob van Maerlantstraat 1  | 51° 15′ 05″ nord, 3° 16′ 55″ est | 78678               | Téléverser                                                       |
| (nl) Woonwinkelhuis Tijl en Nele                                                 |                       |                                  | Damme             | Jacob van Maerlantstraat 2  | 51° 15′ 07″ nord, 3° 16′ 56″ est | 78679               | Téléverser                                                       |
| (nl) Huis De Grote Sterre                                                        |                       |                                  | Damme             | Jacob van Maerlantstraat 3  | 51° 15′ 04″ nord, 3° 16′ 56″ est | 78680               | (nl) Huis De Grote Sterre                                        |
| (nl) Restaurant ter Kloeffe                                                      |                       |                                  | Damme             | Jacob van Maerlantstraat 5  | 51° 15′ 05″ nord, 3° 16′ 55″ est | 78681               | Téléverser                                                       |
| (nl) Woonhuis, thans Eethuis de Zuidkant                                         |                       |                                  | Damme             | Jacob van Maerlantstraat 6B | 51° 15′ 07″ nord, 3° 16′ 56″ est | 78682               | Téléverser                                                       |
| (nl) Hoekpand, thans uitgebaat als restaurant De Lieve                           |                       |                                  | Damme             | Jacob van Maerlantstraat 10 | 51° 15′ 07″ nord, 3° 16′ 57″ est | 78683               | Téléverser                                                       |
| (nl) Huis De Slotele                                                             |                       |                                  | Damme             | Jacob van Maerlantstraat 11 | 51° 15′ 06″ nord, 3° 16′ 57″ est | 78684               | (nl) Huis De Slotele                                             |
| (nl) Huis Sint-Jan of Sint-J(e)an d'Angely                                       |                       |                                  | Damme             | Jacob van Maerlantstraat 13 | 51° 15′ 06″ nord, 3° 16′ 57″ est | 78685               | (nl) Huis Sint-Jan of Sint-J(e)an d'Angely                       |
| (nl) Eénlagig woonhuis                                                           |                       |                                  | Damme             | Jacob van Maerlantstraat 21 | 51° 15′ 08″ nord, 3° 17′ 02″ est | 78686               | Téléverser                                                       |
| (nl) Brug over het Zuidervaartje                                                 |                       |                                  | Damme             | Kerkstraat                  | 51° 14′ 55″ nord, 3° 17′ 02″ est | 78687               | Téléverser                                                       |
| (nl) Hoekpand Estaminet Soetkin                                                  |                       |                                  | Damme             | Kerkstraat 1                | 51° 15′ 07″ nord, 3° 16′ 50″ est | 78688               | Téléverser                                                       |
| (nl) Voormalige herberg Cra(e)nenburg                                            |                       |                                  | Damme             | Kerkstraat 2                | 51° 15′ 08″ nord, 3° 16′ 51″ est | 78689               | Téléverser                                                       |
| (nl) Voormalige herberg                                                          |                       |                                  | Damme             | Kerkstraat 4                | 51° 15′ 06″ nord, 3° 16′ 50″ est | 78690               | Téléverser                                                       |
| (nl) Eet- en praatcafé De Smisse, voorheen 't Edelsmidje                         |                       |                                  | Damme             | Kerkstraat 6                | 51° 15′ 08″ nord, 3° 16′ 52″ est | 78691               | Téléverser                                                       |
| (nl) Eetcafé D'Oude Speye, voorheen Tijl Uilenspiegel, hoekpand                  |                       |                                  | Damme             | Kerkstraat 7                | 51° 15′ 06″ nord, 3° 16′ 50″ est | 78692               | Téléverser                                                       |
| (nl) Hoekpand                                                                    |                       |                                  | Damme             | Kerkstraat 8                | 51° 15′ 07″ nord, 3° 16′ 52″ est | 78693               | Téléverser                                                       |
| (nl) Breedhuis                                                                   |                       |                                  | Damme             | Kerkstraat 10               | 51° 15′ 07″ nord, 3° 16′ 52″ est | 78694               | Téléverser                                                       |
| (nl) Huis eertijds Biscaeyen                                                     |                       |                                  | Damme             | Kerkstraat 11               | 51° 15′ 05″ nord, 3° 16′ 50″ est | 78695               | Téléverser                                                       |
| (nl) Voormalig breedhuis, thans opgedeeld in twee panden                         |                       |                                  | Damme             | Kerkstraat 13               | 51° 15′ 05″ nord, 3° 16′ 51″ est | 78696               | Téléverser                                                       |
| (nl) Voormalig breedhuis, thans opgedeeld in twee panden                         |                       |                                  | Damme             | Kerkstraat 15               | 51° 15′ 05″ nord, 3° 16′ 51″ est | 78696               | Téléverser                                                       |
| (nl) Burgerhuis                                                                  |                       |                                  | Damme             | Kerkstraat 17               | 51° 15′ 05″ nord, 3° 16′ 51″ est | 78697               | Téléverser                                                       |
| (nl) Gereconstrueerd hoekpand (2000-2001)                                        |                       |                                  | Damme             | Kerkstraat 18               | 51° 15′ 04″ nord, 3° 16′ 54″ est | 78698               | Téléverser                                                       |
| (nl) Groot bakstenen poortgebouw                                                 |                       |                                  | Damme             | Kerkstraat                  | 51° 15′ 04″ nord, 3° 16′ 55″ est | 78699               | Téléverser                                                       |
| (nl) Samenstel van twee enkelhuizen                                              |                       |                                  | Damme             | Kerkstraat 23               | 51° 15′ 04″ nord, 3° 16′ 52″ est | 78700               | Téléverser                                                       |
| (nl) Samenstel van twee enkelhuizen                                              |                       |                                  | Damme             | Kerkstraat 25               | 51° 15′ 04″ nord, 3° 16′ 52″ est | 78700               | Téléverser                                                       |
| (nl) Huis De Roos                                                                |                       |                                  | Damme             | Kerkstraat 27               | 51° 15′ 03″ nord, 3° 16′ 53″ est | 78701               | Téléverser                                                       |
| (nl) Twee woonhuizen                                                             |                       |                                  | Damme             | Kerkstraat 30               | 51° 15′ 03″ nord, 3° 16′ 56″ est | 78702               | Téléverser                                                       |
| (nl) Twee woonhuizen                                                             |                       |                                  | Damme             | Kerkstraat 32               | 51° 15′ 03″ nord, 3° 16′ 56″ est | 78702               | (nl) Twee woonhuizen                                             |
| (nl) Hoekpand                                                                    |                       |                                  | Damme             | Kerkstraat 31               | 51° 15′ 02″ nord, 3° 16′ 54″ est | 78703               | Téléverser                                                       |
| (nl) Sint-Janshospitaal                                                          |                       |                                  | Damme             | Kerkstraat 33               | 51° 15′ 01″ nord, 3° 16′ 54″ est | 78704               | (nl) Sint-Janshospitaal                                          |
| (nl) Haaks ingeplant éénlaagshuis                                                |                       |                                  | Damme             | Kerkstraat 37               | 51° 14′ 59″ nord, 3° 16′ 58″ est | 78705               | Téléverser                                                       |
| (nl) Half vrijstaand breedhuis                                                   |                       |                                  | Damme             | Kerkstraat 38               | 51° 15′ 02″ nord, 3° 16′ 58″ est | 78706               | Téléverser                                                       |
| (nl) Waterpomp 't Zeugsken                                                       |                       |                                  | Damme             | Kerkstraat                  | 51° 15′ 01″ nord, 3° 16′ 57″ est | 78707               | Téléverser                                                       |
| (nl) Onze-Lieve-Vrouw-Hemelvaartkerk                                             |                       |                                  | Damme             | Kerkstraat 39_2             | 51° 14′ 58″ nord, 3° 16′ 57″ est | 78708               | (nl) Onze-Lieve-Vrouw-Hemelvaartkerk                             |
| (nl) Kerkhof ten zuiden van de Onze-Lieve-Vrouw-Hemelvaartkerk                   |                       |                                  | Damme             | Kerkstraat 39_2             | 51° 14′ 58″ nord, 3° 16′ 57″ est | 78709               | Téléverser                                                       |
| (nl) Dorpswoning                                                                 |                       |                                  | Damme             | Kerkstraat 43               | 51° 14′ 53″ nord, 3° 17′ 02″ est | 78710               | Téléverser                                                       |
| (nl) Ensemble van twee panden                                                    |                       |                                  | Damme             | Kerkstraat 44               | 51° 15′ 01″ nord, 3° 16′ 59″ est | 78711               | Téléverser                                                       |
| (nl) Ensemble van twee panden                                                    |                       |                                  | Damme             | Kerkstraat 46               | 51° 15′ 01″ nord, 3° 16′ 59″ est | 78711               | Téléverser                                                       |
| (nl) Historische stadshoeve gekend als Hoeve met drie linden                     |                       |                                  | Damme             | Kerkstraat 48               | 51° 14′ 59″ nord, 3° 16′ 59″ est | 78712               | Téléverser                                                       |
| (nl) Twee kazematten                                                             |                       |                                  | Damme             | Kerkstraat                  | 51° 14′ 57″ nord, 3° 17′ 01″ est | 78713               | Téléverser                                                       |
| (nl) Sas (of sluis) van de Lieve                                                 |                       |                                  | Damme             | Ketelstraat                 | 51° 15′ 08″ nord, 3° 16′ 58″ est | 78714               | Téléverser                                                       |
| (nl) Ensemble van oorspronkelijk drie arbeidershuisjes                           |                       |                                  | Damme             | Ketelstraat 1               | 51° 15′ 08″ nord, 3° 16′ 55″ est | 78715               | Téléverser                                                       |
| (nl) Ensemble van oorspronkelijk drie arbeidershuisjes                           |                       |                                  | Damme             | Ketelstraat 3               | 51° 15′ 08″ nord, 3° 16′ 55″ est | 78715               | Téléverser                                                       |
| (nl) Kleinschalige rijhuizen                                                     |                       |                                  | Damme             | Ketelstraat 2               | 51° 15′ 09″ nord, 3° 16′ 56″ est | 78716               | Téléverser                                                       |
| (nl) Kleinschalige rijhuizen                                                     |                       |                                  | Damme             | Ketelstraat 4               | 51° 15′ 09″ nord, 3° 16′ 56″ est | 78716               | Téléverser                                                       |
| (nl) Dieperliggende hoeve van het langgeveltype                                  |                       |                                  | Damme             | Legeweg 24                  | 51° 14′ 13″ nord, 3° 18′ 28″ est | 78717               | Téléverser                                                       |
| (nl) Beeld van Jacob van Maerlant                                                |                       |                                  | Damme             | Markt                       | 51° 15′ 05″ nord, 3° 16′ 53″ est | 78718               | Téléverser                                                       |
| (nl) Stadhuis                                                                    |                       |                                  | Damme             | Markt 1                     | 51° 15′ 06″ nord, 3° 16′ 54″ est | 78719               | (nl) Stadhuis                                                    |
| (nl) Gedenkplaat voor de gesneuvelden van de Eerste Wereldoorlog                 |                       |                                  | Damme             | Markt                       | 51° 15′ 06″ nord, 3° 16′ 53″ est | 78720               | Téléverser                                                       |
| (nl) Historische hoeve voorheen Bonempolder, sinds 1947 Chartreusenhof           |                       |                                  | Damme             | Oude Damse Weg 1            | 51° 14′ 08″ nord, 3° 17′ 39″ est | 78721               | Téléverser                                                       |
| (nl) Samenstel van twee interbellumwoonhuizen                                    |                       |                                  | Damme             | Oude Sluissedijk 2          | 51° 14′ 53″ nord, 3° 17′ 04″ est | 78722               | Téléverser                                                       |
| (nl) Samenstel van twee interbellumwoonhuizen                                    |                       |                                  | Damme             | Oude Sluissedijk 4          | 51° 14′ 53″ nord, 3° 17′ 04″ est | 78722               | Téléverser                                                       |
| (nl) Hoeve met semi-gesloten opstelling                                          |                       |                                  | Damme             | Oude Sluissedijk 5          | 51° 15′ 02″ nord, 3° 17′ 24″ est | 78723               | Téléverser                                                       |
| (nl) Gerenoveerd woonhuis                                                        |                       |                                  | Damme             | Oude Sluissedijk 6          | 51° 14′ 53″ nord, 3° 17′ 11″ est | 78724               | Téléverser                                                       |
| (nl) Hoeve met losstaande bestanddelen                                           |                       |                                  | Damme             | Oude Sluissedijk 19         | 51° 15′ 42″ nord, 3° 19′ 11″ est | 78725               | Téléverser                                                       |
| (nl) Hoeve Hulsterlo                                                             |                       |                                  | Damme             | Oude Sluissedijk 52         | 51° 15′ 32″ nord, 3° 18′ 04″ est | 78726               | Téléverser                                                       |
| (nl) Restauran Platheule                                                         |                       |                                  | Damme             | Oude Sluissedijk 68         | 51° 15′ 40″ nord, 3° 19′ 11″ est | 78727               | Téléverser                                                       |
| (nl) Dieper gelegen historische hoeve Gapaerd                                    |                       |                                  | Damme             | Polderstraat 4              | 51° 14′ 19″ nord, 3° 16′ 21″ est | 78728               | Téléverser                                                       |
| (nl) Langgestrekt woonhuis                                                       |                       |                                  | Damme             | Pottenbakkersstraat 1       | 51° 15′ 03″ nord, 3° 16′ 57″ est | 78729               | Téléverser                                                       |
| (nl) Woonhuis met bijgebouw                                                      |                       |                                  | Damme             | Pottenbakkersstraat 3       | 51° 15′ 03″ nord, 3° 16′ 58″ est | 78730               | Téléverser                                                       |
| (nl) Gerenoveerd éénlaagshuisje                                                  |                       |                                  | Damme             | Pottenbakkersstraat 5       | 51° 15′ 03″ nord, 3° 16′ 58″ est | 78731               | Téléverser                                                       |
| (nl) Oorspronkelijk vier éénlaagshuisjes                                         |                       |                                  | Damme             | Pottenbakkersstraat 11      | 51° 15′ 03″ nord, 3° 17′ 00″ est | 78732               | Téléverser                                                       |
| (nl) Oorspronkelijk vier éénlaagshuisjes                                         |                       |                                  | Damme             | Pottenbakkersstraat 9       | 51° 15′ 03″ nord, 3° 17′ 00″ est | 78732               | Téléverser                                                       |
| (nl) Ensemble van drie éénlaagshuizen                                            |                       |                                  | Damme             | Pottenbakkersstraat 10      | 51° 15′ 03″ nord, 3° 16′ 57″ est | 78733               | Téléverser                                                       |
| (nl) Ensemble van drie éénlaagshuizen                                            |                       |                                  | Damme             | Pottenbakkersstraat 14      | 51° 15′ 03″ nord, 3° 16′ 57″ est | 78733               | Téléverser                                                       |
| (nl) Sluis van het Zwin, ook gekend als de Sleckeput                             |                       |                                  | Damme             | Rabattestraat               | 51° 15′ 16″ nord, 3° 17′ 06″ est | 78734               | Téléverser                                                       |
| (nl) Kapel                                                                       |                       |                                  | Damme             | Romboutswervedijk           | 51° 15′ 21″ nord, 3° 17′ 00″ est | 78735               | Téléverser                                                       |
| (nl) Hoeve                                                                       |                       |                                  | Damme             | Schipdonkvaart-Zuid 2       | 51° 15′ 28″ nord, 3° 18′ 58″ est | 78736               | Téléverser                                                       |
| (nl) Historische stadshoeve                                                      |                       |                                  | Damme             | Sint-Janstraat 1            | 51° 15′ 04″ nord, 3° 16′ 48″ est | 78737               | Téléverser                                                       |
| (nl) Sint-Pietersdijkhoeve, historische hoeve                                    |                       |                                  | Damme             | Sint-Pietersdijk 7          | 51° 15′ 35″ nord, 3° 19′ 30″ est | 78738               | Téléverser                                                       |
| (nl) Stedelijke Basisschool 't Dambord                                           |                       |                                  | Damme             | Slekstraat 3                | 51° 15′ 08″ nord, 3° 16′ 54″ est | 78739               | Téléverser                                                       |
| (nl) Stedelijke Basisschool 't Dambord                                           |                       |                                  | Damme             | Speystraat 2                | 51° 15′ 08″ nord, 3° 16′ 54″ est | 78739               | Téléverser                                                       |
| (nl) Ensemble van vier éénlaagshuisjes                                           |                       |                                  | Damme             | Slekstraat 2                | 51° 15′ 07″ nord, 3° 16′ 51″ est | 78740               | Téléverser                                                       |
| (nl) Ensemble van vier éénlaagshuisjes                                           |                       |                                  | Damme             | Slekstraat 4                | 51° 15′ 07″ nord, 3° 16′ 51″ est | 78740               | Téléverser                                                       |
| (nl) Ensemble van vier éénlaagshuisjes                                           |                       |                                  | Damme             | Slekstraat 8                | 51° 15′ 07″ nord, 3° 16′ 51″ est | 78740               | Téléverser                                                       |
| (nl) Eénlagig woonhuis                                                           |                       |                                  | Damme             | Slekstraat 5                | 51° 15′ 09″ nord, 3° 16′ 55″ est | 78741               | Téléverser                                                       |
| (nl) 't Uylenkot, beeldbepalend langgestrekt woonhuis                            |                       |                                  | Damme             | Slekstraat 18               | 51° 15′ 11″ nord, 3° 16′ 55″ est | 78742               | Téléverser                                                       |
| (nl) Achterin gelegen éénlaagshuisje                                             |                       |                                  | Damme             | Speystraat 1                | 51° 15′ 08″ nord, 3° 16′ 55″ est | 78743               | Téléverser                                                       |
| (nl) Hoeve van het langgeveltype                                                 |                       |                                  | Damme             | Vivensteenweg 7             | 51° 14′ 25″ nord, 3° 17′ 48″ est | 78746               | Téléverser                                                       |
| (nl) Historische hoeve                                                           |                       |                                  | Damme             | Vivensteenweg 9             | 51° 14′ 27″ nord, 3° 17′ 25″ est | 78747               | Téléverser                                                       |
| (nl) Historische hoeve Schaapsdijkhoeve                                          |                       |                                  | Damme             | Vlienderhaag 3              | 51° 16′ 29″ nord, 3° 19′ 01″ est | 78748               | Téléverser                                                       |
| (nl) Historische, omwalde hoeve Vaucelleshof                                     |                       |                                  | Damme             | Vredestraat 17              | 51° 16′ 01″ nord, 3° 20′ 00″ est | 78749               | Téléverser                                                       |
| (nl) Wegkapelletje ook Kapel Onze-Lieve-Vrouw van Hulsterlo                      |                       |                                  | Damme             | Zuiddijk                    | 51° 15′ 03″ nord, 3° 18′ 13″ est | 78750               | (nl) Wegkapelletje ook Kapel Onze-Lieve-Vrouw van Hulsterlo      |
| (nl) Historische hoeve 't Willemijnhof                                           |                       |                                  | Damme             | Zuiddijk 10                 | 51° 15′ 05″ nord, 3° 18′ 29″ est | 78751               | Téléverser                                                       |
| (nl) Indrukwekkende 18de-eeuwse hoeve De Stamper                                 |                       |                                  | Damme             | Zuiddijk 12                 | 51° 15′ 04″ nord, 3° 18′ 38″ est | 78752               | Téléverser                                                       |
| (nl) Historische hoeve met losstaande 17de -, 18de- en 19de- eeuwse bestanddelen |                       |                                  | Damme             | Zuiddijk 14                 | 51° 15′ 10″ nord, 3° 18′ 49″ est | 78753               | Téléverser                                                       |
| (nl) Vissershof                                                                  |                       |                                  |                   | Damse Vaart-Noord 44        | 51° 17′ 36″ nord, 3° 20′ 24″ est | 78754               | Téléverser                                                       |
| (nl) Hoeve Zwarte Sluyze                                                         |                       |                                  |                   | Damse Vaart-Noord 45        | 51° 17′ 43″ nord, 3° 20′ 34″ est | 78755               | Téléverser                                                       |
| (nl) Kleine Mariakapel aan de ingang van de Kapelhoeve                           |                       |                                  |                   | Krinkeldijk 2               | 51° 17′ 05″ nord, 3° 19′ 04″ est | 78756               | Téléverser                                                       |
| (nl) Hoeve ten Houcke Boven                                                      |                       |                                  |                   | Natiënlaan 15A              | 51° 17′ 37″ nord, 3° 20′ 16″ est | 78757               | Téléverser                                                       |
| (nl) Molen van Hoeke                                                             |                       |                                  |                   | Natiënlaan 19-21            | 51° 17′ 56″ nord, 3° 19′ 54″ est | 78758               | (nl) Molen van Hoeke                                             |
| (nl) Hoeve 't Valkenhof                                                          |                       |                                  |                   | Oostkerkestraat 1           | 51° 17′ 34″ nord, 3° 19′ 31″ est | 78759               | Téléverser                                                       |
| (nl) Voormalige pastorie van Hoeke                                               |                       |                                  |                   | Oostkerkestraat 4           | 51° 17′ 35″ nord, 3° 19′ 49″ est | 78760               | Téléverser                                                       |
| (nl) Historische hoeve                                                           |                       |                                  |                   | Oude Sabtsweg 3             | 51° 17′ 56″ nord, 3° 18′ 52″ est | 78761               | Téléverser                                                       |
| (nl) Brug over de Hoekevaart                                                     |                       |                                  | Oostkerke + hoeke | Roden-Ossestraat            | 51° 18′ 05″ nord, 3° 20′ 58″ est | 78762               | Téléverser                                                       |
| (nl) Voormalige sluiswachterwoning bij de Zwarte Sluis                           |                       |                                  |                   | Roden-Ossestraat 4          | 51° 18′ 03″ nord, 3° 20′ 55″ est | 78763               | Téléverser                                                       |
| (nl) Parochiekerk Sint-Jacob-de-Meerdere                                         |                       |                                  | Oostkerke + hoeke | St. Jacobsstraat            | 51° 17′ 33″ nord, 3° 19′ 51″ est | 78764               | (nl) Parochiekerk Sint-Jacob-de-Meerdere                         |
| (nl) Voormalige gemeenteschool van Hoeke                                         |                       |                                  |                   | St. Jacobsstraat 10         | 51° 17′ 32″ nord, 3° 19′ 51″ est | 78765               | Téléverser                                                       |
| (nl) Ondergrondse resten van Fort Sint-Job                                       |                       |                                  | Lapscheure        | Fort Sint-Donaas            | 51° 17′ 49″ nord, 3° 21′ 13″ est | 78768               | Téléverser                                                       |
| (nl) Snauwaerts kapel                                                            |                       |                                  | Lapscheure        | Fort Sint-Donaas            | 51° 17′ 32″ nord, 3° 20′ 46″ est | 78769               | Téléverser                                                       |
| (nl) Sint-Donaashoeve, hoeve met losstaande bestanddelen                         |                       |                                  | Lapscheure        | Fort Sint-Donaas 5          | 51° 18′ 03″ nord, 3° 21′ 38″ est | 78770               | Téléverser                                                       |
| (nl) Hoeve Fort Sint-Job                                                         |                       |                                  | Lapscheure        | Fort Sint-Donaas 10         | 51° 17′ 46″ nord, 3° 21′ 05″ est | 78771               | Téléverser                                                       |
| (nl) Onze-Lieve-Vrouwkapel                                                       |                       |                                  | Lapscheure        | Hoogstraat                  | 51° 16′ 53″ nord, 3° 21′ 34″ est | 78772               | (nl) Onze-Lieve-Vrouwkapel                                       |
| (nl) Brug die Hoogstraat over stenen buize leidt                                 |                       |                                  | Lapscheure        | Hoogstraat                  | 51° 16′ 53″ nord, 3° 21′ 35″ est | 78773               | Téléverser                                                       |
| (nl) Voormalige pastorie                                                         |                       |                                  | Lapscheure        | Hoogstraat 18               | 51° 16′ 40″ nord, 3° 21′ 29″ est | 78774               | Téléverser                                                       |
| (nl) Voormalige gemeenteschool van Lapscheure                                    |                       |                                  | Lapscheure        | Hoogstraat 19               | 51° 16′ 42″ nord, 3° 21′ 28″ est | 78775               | Téléverser                                                       |
| (nl) Voormalige Scheuretaphoeve, herenboerderij                                  |                       |                                  | Lapscheure        | Hoogstraat 20               | 51° 16′ 41″ nord, 3° 21′ 31″ est | 78776               | Téléverser                                                       |
| (nl) Voormalige Scheuretaphoeve, herenboerderij                                  |                       |                                  | Lapscheure        | Hoogstraat 22               | 51° 16′ 41″ nord, 3° 21′ 31″ est | 78776               | Téléverser                                                       |
| (nl) Parochiekerk Heilige Drievuldigheid en Heilige Christianus                  |                       |                                  | Lapscheure        | Lapscheurestraat 29         | 51° 16′ 41″ nord, 3° 21′ 25″ est | 78777               | (nl) Parochiekerk Heilige Drievuldigheid en Heilige Christianus  |
| (nl) Betonnen bruggen                                                            |                       |                                  | Lapscheure        | Lapscheurestraat            | 51° 17′ 10″ nord, 3° 20′ 41″ est | 78778               | Téléverser                                                       |
| (nl) Betonnen bruggen                                                            |                       |                                  | Lapscheure        | Onbepaald                   | 51° 17′ 10″ nord, 3° 20′ 41″ est | 78778               | Téléverser                                                       |
| (nl) Karakteristieke dorpswoning                                                 |                       |                                  | Lapscheure        | Lapscheurestraat 2          | 51° 16′ 42″ nord, 3° 21′ 24″ est | 78779               | Téléverser                                                       |
| (nl) Historische site                                                            |                       |                                  | Lapscheure        | Lapscheurestraat 4          | 51° 16′ 43″ nord, 3° 21′ 23″ est | 78780               | Téléverser                                                       |
| (nl) Historische hoevesite Sint-Pietersdyckagie                                  |                       |                                  | Lapscheure        | Pannepolderstraat 12        | 51° 16′ 43″ nord, 3° 21′ 55″ est | 78781               | Téléverser                                                       |
| (nl) Ensemble van drie betonnen manschapbunkers uit de Eerste Wereldoorlog       |                       |                                  | Lapscheure        | Preekboomstraat 5           | 51° 15′ 54″ nord, 3° 22′ 09″ est | 78782               | Téléverser                                                       |
| (nl) Historische hoeve Bernaertsbilk                                             |                       |                                  | Lapscheure        | Vlienderhaag 5              | 51° 16′ 35″ nord, 3° 19′ 22″ est | 78783               | Téléverser                                                       |
| (nl) Historische hoeve met losse bestanddelen                                    |                       |                                  | Lapscheure        | Vlienderhaag 11             | 51° 16′ 51″ nord, 3° 19′ 59″ est | 78784               | Téléverser                                                       |
| (nl) Wegwijzer                                                                   |                       |                                  | Lapscheure        | Vredestraat                 | 51° 16′ 16″ nord, 3° 20′ 34″ est | 78785               | Téléverser                                                       |
| (nl) Kapel Onze-Lieve-Vrouw-van-Lourdes                                          |                       |                                  | Lapscheure        | Vredestraat                 | 51° 16′ 16″ nord, 3° 20′ 34″ est | 78786               | (nl) Kapel Onze-Lieve-Vrouw-van-Lourdes                          |
| (nl) Achterin gelegen hoeve                                                      |                       |                                  | Lapscheure        | Vredestraat 9               | 51° 16′ 33″ nord, 3° 21′ 19″ est | 78787               | Téléverser                                                       |
| (nl) De Blauwe Sluis                                                             |                       |                                  | Lapscheure        | Zeedijk                     | 51° 17′ 53″ nord, 3° 21′ 53″ est | 78788               | (nl) De Blauwe Sluis                                             |
| (nl) Mitrailleursnest uit de Eerste Wereldoorlog                                 |                       |                                  | Lapscheure        | Zeedijk                     | 51° 18′ 00″ nord, 3° 21′ 55″ est | 78789               | Téléverser                                                       |
| (nl) Archeologische resten van de middeleeuwse kerk van Lapscheure               |                       |                                  | Lapscheure        | Zeedijk 4                   | 51° 17′ 07″ nord, 3° 22′ 20″ est | 78790               | Téléverser                                                       |
| (nl) 19de-eeuwse hoeve                                                           |                       |                                  | Moerkerke         | Altenaweg 1                 | 51° 13′ 56″ nord, 3° 19′ 39″ est | 78791               | Téléverser                                                       |
| (nl) Kapel bij de erftoegang van een hoeve                                       |                       |                                  | Moerkerke         | Brieversweg 62              | 51° 13′ 56″ nord, 3° 21′ 52″ est | 78792               | Téléverser                                                       |
| (nl) Omhaagde Mariakapel                                                         |                       |                                  | Moerkerke         | Damweg                      | 51° 15′ 09″ nord, 3° 20′ 39″ est | 78793               | Téléverser                                                       |
| (nl) Eenvoudige pijlerkapel                                                      |                       |                                  | Moerkerke         | Damweg                      | 51° 15′ 20″ nord, 3° 22′ 52″ est | 78794               | Téléverser                                                       |
| (nl) Eenvoudige pijlerkapel                                                      |                       |                                  | Moerkerke         | Damweg                      | 51° 15′ 06″ nord, 3° 22′ 13″ est | 78795               | Téléverser                                                       |
| (nl) Hoeve met losse bestanddelen                                                |                       |                                  | Moerkerke         | Damweg 2                    | 51° 14′ 59″ nord, 3° 21′ 01″ est | 78796               | Téléverser                                                       |
| (nl) Hoeve met losse bestanddelen                                                |                       |                                  | Moerkerke         | Damweg 14                   | 51° 15′ 06″ nord, 3° 21′ 44″ est | 78797               | Téléverser                                                       |
| (nl) Kleine hoeve                                                                |                       |                                  | Moerkerke         | Estegemstraat 15            | 51° 14′ 54″ nord, 3° 20′ 33″ est | 78799               | Téléverser                                                       |
| (nl) Hoeve Paviljoenhof                                                          |                       |                                  | Moerkerke         | Hoornstraat 3               | 51° 14′ 46″ nord, 3° 21′ 46″ est | 78800               | Téléverser                                                       |
| (nl) Samenstel van twee boerenarbeidershuizen                                    |                       |                                  | Moerkerke         | Hoornstraat 16              | 51° 14′ 50″ nord, 3° 22′ 14″ est | 78801               | Téléverser                                                       |
| (nl) Verzorgde dorpswoning                                                       |                       |                                  | Moerkerke         | Hoornstraat 65              | 51° 15′ 03″ nord, 3° 22′ 36″ est | 78802               | Téléverser                                                       |
| (nl) Parochie- en bedevaartskerk gewijd aan Sint-Rita van Cascia                 |                       |                                  | Moerkerke         | Hoornstraat                 | 51° 15′ 10″ nord, 3° 23′ 00″ est | 78803               | Téléverser                                                       |
| (nl) Wegkapel naast de Sint-Ritakerk                                             |                       |                                  | Moerkerke         | Hoornstraat                 | 51° 15′ 09″ nord, 3° 23′ 00″ est | 78804               | Téléverser                                                       |
| (nl) Kleine hoeve in het centrum van het gehucht Den Hoorn                       |                       |                                  | Moerkerke         | Hoornstraat 127             | 51° 15′ 11″ nord, 3° 22′ 58″ est | 78805               | Téléverser                                                       |
| (nl) Kapel gewijd aan LIEF VROUWKE TEN STUIVENBERGE                              |                       |                                  | Moerkerke         | Hoornstraat 155             | 51° 15′ 19″ nord, 3° 23′ 13″ est | 78806               | Téléverser                                                       |
| (nl) Grote betonnen bunker uit de Eerste Wereldoorlog                            |                       |                                  | Moerkerke         | Houtincwerve                | 51° 15′ 19″ nord, 3° 23′ 07″ est | 78807               | Téléverser                                                       |
| (nl) Het Kasteel van Moerkerke                                                   |                       |                                  | Moerkerke         | Kasteelstraat 7             | 51° 14′ 40″ nord, 3° 20′ 27″ est | 78808               | Téléverser                                                       |
| (nl) Herenwoning                                                                 |                       |                                  | Moerkerke         | Kasteelstraat 23            | 51° 14′ 44″ nord, 3° 20′ 32″ est | 78809               | Téléverser                                                       |
| (nl) Herenwoning                                                                 |                       |                                  | Moerkerke         | Kasteelstraat 25            | 51° 14′ 44″ nord, 3° 20′ 32″ est | 78809               | Téléverser                                                       |
| (nl) Samenstel van twee dorpswoningen                                            |                       |                                  | Moerkerke         | Kasteelstraat 24            | 51° 14′ 46″ nord, 3° 20′ 30″ est | 78810               | Téléverser                                                       |
| (nl) Samenstel van twee dorpswoningen                                            |                       |                                  | Moerkerke         | Kasteelstraat 26            | 51° 14′ 46″ nord, 3° 20′ 30″ est | 78810               | Téléverser                                                       |
| (nl) Dubbelhuis                                                                  |                       |                                  | Moerkerke         | Kasteelstraat 29            | 51° 14′ 44″ nord, 3° 20′ 33″ est | 78811               | Téléverser                                                       |
| (nl) Dubbelhuis                                                                  |                       |                                  | Moerkerke         | Kasteelstraat 33            | 51° 14′ 44″ nord, 3° 20′ 35″ est | 78812               | Téléverser                                                       |
| (nl) Lage dorpswoning                                                            |                       |                                  | Moerkerke         | Kasteelstraat 59            | 51° 14′ 43″ nord, 3° 20′ 43″ est | 78813               | Téléverser                                                       |
| (nl) Hoeve d'Okkerneute                                                          |                       |                                  | Moerkerke         | Kasteelstraat 68            | 51° 14′ 48″ nord, 3° 20′ 47″ est | 78814               | Téléverser                                                       |
| (nl) Boogbrug over het Zuid-over-de-Lieve-Geleed                                 |                       |                                  | Moerkerke         | Konduitput                  | 51° 14′ 34″ nord, 3° 18′ 46″ est | 78815               | Téléverser                                                       |
| (nl) Wegkapelletje aan eleckriciteitspaal                                        |                       |                                  | Moerkerke         | Konduitput                  | 51° 14′ 33″ nord, 3° 19′ 22″ est | 78816               | Téléverser                                                       |
| (nl) Kleine wegkapel                                                             |                       |                                  | Moerkerke         | Konduitput 6                | 51° 14′ 34″ nord, 3° 19′ 07″ est | 78817               | Téléverser                                                       |
| (nl) Staakkapelletje bij erfoprit van hoeve nr. 6                                |                       |                                  | Moerkerke         | Leestjesstraat              | 51° 14′ 06″ nord, 3° 22′ 45″ est | 78818               | Téléverser                                                       |
| (nl) Hoeve met losstaande bestanddelen                                           |                       |                                  | Moerkerke         | Leestjesstraat 6            | 51° 14′ 05″ nord, 3° 22′ 45″ est | 78819               | Téléverser                                                       |
| (nl) Hoeve met losstaande bestanddelen                                           |                       |                                  | Moerkerke         | Leestjesstraat 16           | 51° 14′ 13″ nord, 3° 23′ 27″ est | 78820               | Téléverser                                                       |
| (nl) Historische hoeve met losstaande bestanddelen                               |                       |                                  | Moerkerke         | Legeweg 12                  | 51° 14′ 37″ nord, 3° 20′ 04″ est | 78821               | Téléverser                                                       |
| (nl) Hoeve De Leegbrechtshoeve                                                   |                       |                                  | Moerkerke         | Legeweg 27                  | 51° 14′ 07″ nord, 3° 18′ 26″ est | 78822               | Téléverser                                                       |
| (nl) Boerenarbeidershuis                                                         |                       |                                  | Moerkerke         | Lieveberm 8                 | 51° 14′ 26″ nord, 3° 20′ 45″ est | 78823               | Téléverser                                                       |
| (nl) Kapel Onze-Lieve-Vrouw te Groene                                            |                       |                                  | Moerkerke         | Maleise Weg                 | 51° 14′ 58″ nord, 3° 22′ 45″ est | 78824               | Téléverser                                                       |
| (nl) Wegkapel in de vorm van een afgeknotte boomstam                             |                       |                                  | Moerkerke         | Middelburgsesteenweg        | 51° 14′ 40″ nord, 3° 21′ 00″ est | 78825               | Téléverser                                                       |
| (nl) Langgestrekte hoeve                                                         |                       |                                  | Moerkerke         | Middelburgsesteenweg 53     | 51° 14′ 40″ nord, 3° 21′ 07″ est | 78826               | Téléverser                                                       |
| (nl) Hoeve met losstaande bestanddelen                                           |                       |                                  | Moerkerke         | Middelburgsesteenweg 55     | 51° 14′ 41″ nord, 3° 21′ 15″ est | 78827               | Téléverser                                                       |
| (nl) Voormalige gemeentelijke basisschool                                        |                       |                                  | Moerkerke         | Moerkerkebrug 12            | 51° 14′ 29″ nord, 3° 20′ 45″ est | 78828               | Téléverser                                                       |
| (nl) Authentieke 18de-eeuwse dorpswoning                                         |                       |                                  | Moerkerke         | Moerkerkebrug 18            | 51° 14′ 27″ nord, 3° 20′ 46″ est | 78829               | Téléverser                                                       |
| (nl) Kleine hoeve met losstaande bestanddelen                                    |                       |                                  | Moerkerke         | Nieuwdorpstraat 5           | 51° 14′ 53″ nord, 3° 20′ 40″ est | 78830               | Téléverser                                                       |
| (nl) Vrijstaande dorpswoning                                                     |                       |                                  | Moerkerke         | Nieuwdorpstraat 23          | 51° 14′ 46″ nord, 3° 20′ 43″ est | 78831               | Téléverser                                                       |
| (nl) Vrijstaand burgerhuis                                                       |                       |                                  | Moerkerke         | Nieuwdorpstraat 32          | 51° 14′ 43″ nord, 3° 20′ 40″ est | 78832               | Téléverser                                                       |
| (nl) Mooie twee-onder-één-kapwoning                                              |                       |                                  | Moerkerke         | Nieuwdorpstraat 39          | 51° 14′ 40″ nord, 3° 20′ 44″ est | 78833               | Téléverser                                                       |
| (nl) Mooie twee-onder-één-kapwoning                                              |                       |                                  | Moerkerke         | Nieuwdorpstraat 41          | 51° 14′ 40″ nord, 3° 20′ 44″ est | 78833               | Téléverser                                                       |
| (nl) Kasteel Vanreybrouck, landhuis in tuin                                      |                       |                                  | Moerkerke         | Nieuwdorpstraat 43          | 51° 14′ 39″ nord, 3° 20′ 44″ est | 78834               | (nl) Kasteel Vanreybrouck, landhuis in tuin                      |
| (nl) Begin-19de-eeuwse hoeve                                                     |                       |                                  | Moerkerke         | Nieuwstraat 1               | 51° 13′ 48″ nord, 3° 20′ 42″ est | 78835               | Téléverser                                                       |
| (nl) 19de-eeuwse hoeve met losstaande bestanddelen                               |                       |                                  | Moerkerke         | Nonnendijk 2                | 51° 15′ 58″ nord, 3° 22′ 59″ est | 78836               | Téléverser                                                       |
| (nl) Voormalige pastorie van Moerkerke                                           |                       |                                  | Moerkerke         | Oude Pastoriestraat 4       | 51° 14′ 43″ nord, 3° 20′ 09″ est | 78837               | Téléverser                                                       |
| (nl) Voormalige pastorie van Moerkerke                                           |                       |                                  | Moerkerke         | Oude Pastoriestraat 6       | 51° 14′ 43″ nord, 3° 20′ 09″ est | 78837               | Téléverser                                                       |
| (nl) Dorpswoning                                                                 |                       |                                  | Moerkerke         | Oude Pastoriestraat 11      | 51° 14′ 42″ nord, 3° 20′ 18″ est | 78838               | Téléverser                                                       |
| (nl) Vrijstaande villa                                                           |                       |                                  | Moerkerke         | Oude Pastoriestraat 13      | 51° 14′ 42″ nord, 3° 20′ 17″ est | 78839               | Téléverser                                                       |
| (nl) Hoeve met losstaande bestanddelen                                           |                       |                                  | Moerkerke         | Preekboomstraat 4           | 51° 15′ 40″ nord, 3° 21′ 47″ est | 78840               | Téléverser                                                       |
| (nl) Sareptakapel                                                                |                       |                                  | Moerkerke         | Sareptastraat               | 51° 13′ 44″ nord, 3° 21′ 09″ est | 78841               | Téléverser                                                       |
| (nl) 18de-eeuws hoevetje                                                         |                       |                                  | Moerkerke         | Sareptastraat 1             | 51° 14′ 08″ nord, 3° 20′ 55″ est | 78842               | Téléverser                                                       |
| (nl) Sareptahoeve, hoeve met losstaande bestanddelen                             |                       |                                  | Moerkerke         | Sareptastraat 5             | 51° 13′ 39″ nord, 3° 21′ 11″ est | 78843               | Téléverser                                                       |
| (nl) Kleine hoeve                                                                |                       |                                  | Moerkerke         | Scheewege 14                | 51° 14′ 09″ nord, 3° 21′ 28″ est | 78844               | Téléverser                                                       |
| (nl) Neogotische Heilig-Hartkapel                                                |                       |                                  | Moerkerke         | Sijseelsesteenweg           | 51° 13′ 13″ nord, 3° 18′ 46″ est | 78845               | Téléverser                                                       |
| (nl) Bunker uit de Eerste Wereldoorlog                                           |                       |                                  | Moerkerke         | St.-Lievenspad 2            | 51° 15′ 15″ nord, 3° 23′ 05″ est | 78846               | Téléverser                                                       |
| (nl) Neogotische kapel en oorlogsgedenkteken                                     |                       |                                  | Moerkerke         | Scheewege 29                | 51° 14′ 05″ nord, 3° 21′ 59″ est | 78847               | Téléverser                                                       |
| (nl) Hoeve met losstaande bestanddelen op een historische site                   |                       |                                  | Moerkerke         | Molentje 16                 | 51° 15′ 23″ nord, 3° 20′ 40″ est | 78848               | Téléverser                                                       |
| (nl) Hoeve met losstaande bestanddelen                                           |                       |                                  | Moerkerke         | Molentje 17                 | 51° 15′ 28″ nord, 3° 20′ 13″ est | 78849               | Téléverser                                                       |
| (nl) Sint-Dionysiuskerk gelegen in rechthoekig kerkhof                           |                       |                                  | Moerkerke         | Vissersstraat               | 51° 14′ 45″ nord, 3° 20′ 23″ est | 78850               | (nl) Sint-Dionysiuskerk gelegen in rechthoekig kerkhof           |
| (nl) Lage 19de-eeuwse dorpswoning                                                |                       |                                  | Moerkerke         | Vissersstraat 47            | 51° 14′ 37″ nord, 3° 20′ 22″ est | 78852               | Téléverser                                                       |
| (nl) Vrijstaand burgerhuis                                                       |                       |                                  | Moerkerke         | Vissersstraat 62            | 51° 14′ 50″ nord, 3° 20′ 20″ est | 78853               | Téléverser                                                       |
| (nl) Samenstel van twee burgerwoningen                                           |                       |                                  | Moerkerke         | Vissersstraat 79            | 51° 14′ 41″ nord, 3° 20′ 20″ est | 78854               | Téléverser                                                       |
| (nl) Samenstel van twee burgerwoningen                                           |                       |                                  | Moerkerke         | Vissersstraat 81            | 51° 14′ 41″ nord, 3° 20′ 20″ est | 78854               | Téléverser                                                       |
| (nl) Complex van drie gebouwen                                                   |                       |                                  | Moerkerke         | Vissersstraat 103           | 51° 14′ 47″ nord, 3° 20′ 18″ est | 78855               | Téléverser                                                       |
| (nl) Complex van drie gebouwen                                                   |                       |                                  | Moerkerke         | Vissersstraat 107           | 51° 14′ 47″ nord, 3° 20′ 18″ est | 78855               | Téléverser                                                       |
| (nl) Lage 19de-eeuwse dorpswoning                                                |                       |                                  | Moerkerke         | Vissersstraat 109           | 51° 14′ 47″ nord, 3° 20′ 16″ est | 78856               | Téléverser                                                       |
| (nl) Kapel Onze Lieve Vrouw van de Waterhoek                                     |                       |                                  | Moerkerke         | Waterhoek                   | 51° 15′ 02″ nord, 3° 20′ 12″ est | 78857               | Téléverser                                                       |
| (nl) Kapel LIEF VROUWKE TER RUISCHER of ONZE-LIEVE-VROUW TER KOORTSEN            |                       |                                  | Moerkerke         | Waterpolder                 | 51° 14′ 41″ nord, 3° 22′ 19″ est | 78858               | Téléverser                                                       |
| (nl) Kapel HEILIGE ANTONIUS VAN PADUA                                            |                       |                                  | Moerkerke         | Waterpolder                 | 51° 14′ 53″ nord, 3° 23′ 20″ est | 78859               | Téléverser                                                       |
| (nl) Kapel in tuin van woning en ter ere van OLV ter Meuleweg                    |                       |                                  | Moerkerke         | Weststraat 9                | 51° 14′ 13″ nord, 3° 20′ 29″ est | 78860               | Téléverser                                                       |
| (nl) Hoeve met losstaande bestanddelen                                           |                       |                                  | Moerkerke         | Weststraat 10               | 51° 14′ 07″ nord, 3° 19′ 54″ est | 78861               | Téléverser                                                       |
| (nl) Hoeve met losstaande bestanddelen                                           |                       |                                  | Moerkerke         | Weststraat 13               | 51° 14′ 12″ nord, 3° 20′ 09″ est | 78862               | Téléverser                                                       |
| (nl) Het Kasteel Altena met kapelletje langs dreef                               |                       |                                  | Moerkerke         | Weststraat 14               | 51° 13′ 57″ nord, 3° 19′ 35″ est | 78863               | Téléverser                                                       |
| (nl) Kleine boerenwoning                                                         |                       |                                  | Moerkerke         | Weststraat 48               | 51° 13′ 54″ nord, 3° 18′ 48″ est | 78865               | Téléverser                                                       |
| (nl) Neogotische kapel voor Sint-Jozef                                           |                       |                                  | Moerkerke         | Weststraat                  | 51° 13′ 58″ nord, 3° 18′ 46″ est | 78866               | Téléverser                                                       |
| (nl) Villa La Chaumine, landhuis in cottagestijl                                 |                       |                                  | Moerkerke         | Weststraat 50               | 51° 13′ 56″ nord, 3° 18′ 44″ est | 78867               | Téléverser                                                       |
| (nl) Mariagrot                                                                   |                       |                                  | Moerkerke         | Weststraat                  | 51° 13′ 40″ nord, 3° 18′ 52″ est | 78868               | Téléverser                                                       |
| (nl) Hoeve met losstaande bestanddelen                                           |                       |                                  | Moerkerke         | Weststraat 71               | 51° 14′ 00″ nord, 3° 18′ 50″ est | 78869               | Téléverser                                                       |
| (nl) Site van het Fort van Bekaf                                                 |                       |                                  | Oostkerke + hoeke | Bekofstraat                 | 51° 16′ 08″ nord, 3° 18′ 30″ est | 78870               | Téléverser                                                       |
| (nl) Site van het Hof van Lembeke                                                |                       |                                  | Oostkerke + hoeke | Bekofstraat                 | 51° 16′ 10″ nord, 3° 18′ 16″ est | 78871               | Téléverser                                                       |
| (nl) Hoeve                                                                       |                       |                                  |                   | Dammesteenweg 3             | 51° 15′ 45″ nord, 3° 16′ 18″ est | 78872               | Téléverser                                                       |
| (nl) De Sifons                                                                   |                       |                                  | Oostkerke + hoeke | Damse Vaart-Oost            | 51° 15′ 58″ nord, 3° 17′ 52″ est | 78873               | Téléverser                                                       |
| (nl) Historische hoeve De Snippe                                                 |                       |                                  |                   | Dudzelesteenweg 1           | 51° 15′ 59″ nord, 3° 15′ 58″ est | 78874               | Téléverser                                                       |
| (nl) Dorpsmolen of Molen van Thooft                                              |                       |                                  | Oostkerke + hoeke | Eienbroekstraat 3           | 51° 16′ 45″ nord, 3° 17′ 28″ est | 78875               | (nl) Dorpsmolen of Molen van Thooft                              |
| (nl) Hoeve De Grote Boomgaard                                                    |                       |                                  |                   | Groteboomgaardstraat 1      | 51° 17′ 45″ nord, 3° 16′ 33″ est | 78876               | Téléverser                                                       |
| (nl) Mariakapelletje                                                             |                       |                                  |                   | Heernisstraat 1             | 51° 17′ 18″ nord, 3° 16′ 30″ est | 78877               | Téléverser                                                       |
| (nl) Historische hoeve Heyteghem                                                 |                       |                                  |                   | Heitegemstraat 7            | 51° 16′ 57″ nord, 3° 16′ 58″ est | 78878               | Téléverser                                                       |
| (nl) Laag woonstalhuis                                                           |                       |                                  |                   | Heitegemstraat 19           | 51° 16′ 59″ nord, 3° 16′ 42″ est | 78879               | Téléverser                                                       |
| (nl) Voormalige wagenmakerij in het dorp van Oostkerke                           |                       |                                  |                   | Hoekestraat 2               | 51° 16′ 43″ nord, 3° 17′ 36″ est | 78880               | Téléverser                                                       |
| (nl) Karakteristieke dorpswoning                                                 |                       |                                  |                   | Hoekestraat 3               | 51° 16′ 44″ nord, 3° 17′ 43″ est | 78881               | Téléverser                                                       |
| (nl) Hoeve Groenhove                                                             |                       |                                  |                   | Hoekestraat 6               | 51° 16′ 46″ nord, 3° 17′ 40″ est | 78882               | Téléverser                                                       |
| (nl) Hoeve Arme van Damme                                                        |                       |                                  |                   | Hoekestraat 21              | 51° 16′ 59″ nord, 3° 18′ 11″ est | 78883               | Téléverser                                                       |
| (nl) Hoeve met losstaande bestanddelen                                           |                       |                                  |                   | Hoekestraat 25              | 51° 17′ 25″ nord, 3° 18′ 57″ est | 78884               | Téléverser                                                       |
| (nl) Hoeve Klein Vlaanderen                                                      |                       |                                  |                   | Knoksebaan 2                | 51° 17′ 44″ nord, 3° 16′ 10″ est | 78885               | Téléverser                                                       |
| (nl) Hoeve met losstaande bestanddelen                                           |                       |                                  |                   | Knoksebaan 12               | 51° 18′ 05″ nord, 3° 16′ 42″ est | 78886               | Téléverser                                                       |
| (nl) Gedenkkapel                                                                 |                       |                                  | Oostkerke + hoeke | Koolkerkesteenweg           | 51° 16′ 35″ nord, 3° 16′ 49″ est | 78887               | Téléverser                                                       |
| (nl) Staakkapelletje ter ere van Onze-Lieve-Vrouw van Mikhem                     |                       |                                  | Oostkerke + hoeke | Koolkerkesteenweg           | 51° 15′ 17″ nord, 3° 15′ 23″ est | 78888               | Téléverser                                                       |
| (nl) Boerenwoning                                                                |                       |                                  |                   | Koolkerkesteenweg 60        | 51° 16′ 14″ nord, 3° 16′ 24″ est | 78889               | Téléverser                                                       |
| (nl) Historische hoeve met losstaande bestanddelen                               |                       |                                  |                   | Koolkerkesteenweg 74        | 51° 15′ 42″ nord, 3° 15′ 42″ est | 78890               | Téléverser                                                       |
| (nl) Hoeve Pickavet of IJzeren hekken                                            |                       |                                  |                   | Koolkerkesteenweg 78        | 51° 15′ 30″ nord, 3° 15′ 31″ est | 78891               | Téléverser                                                       |
| (nl) Fraaie 19de-eeuwse hoeve                                                    |                       |                                  |                   | Koolkerkesteenweg 86        | 51° 14′ 58″ nord, 3° 15′ 14″ est | 78892               | Téléverser                                                       |
| (nl) Historische hoevesite                                                       |                       |                                  |                   | Krakeelboomgaard 1          | 51° 17′ 49″ nord, 3° 17′ 27″ est | 78893               | Téléverser                                                       |
| (nl) Wegkapel                                                                    |                       |                                  | Oostkerke + hoeke | Krakeelboomgaard            | 51° 18′ 00″ nord, 3° 17′ 18″ est | 78894               | Téléverser                                                       |
| (nl) Historische hoevesite                                                       |                       |                                  |                   | Krakeelboomgaard 3          | 51° 17′ 58″ nord, 3° 17′ 13″ est | 78895               | Téléverser                                                       |
| (nl) Hoeve 't Oosthof                                                            |                       |                                  |                   | Krinkeldijk 1               | 51° 16′ 36″ nord, 3° 18′ 15″ est | 78896               | Téléverser                                                       |
| (nl) Hoeve                                                                       |                       |                                  |                   | Krinkeldijk 3               | 51° 16′ 53″ nord, 3° 18′ 32″ est | 78897               | Téléverser                                                       |
| (nl) In tuin, kapelletje                                                         |                       |                                  |                   | Leopoldsvaart-Noord 1       | 51° 17′ 25″ nord, 3° 16′ 17″ est | 78898               | Téléverser                                                       |
| (nl) Redoute van Mikhem of Fort Courrières                                       |                       |                                  |                   | Mikhemstraat 4              | 51° 15′ 05″ nord, 3° 15′ 20″ est | 78899               | Téléverser                                                       |
| (nl) Voormalige pastorie van Oostkerke                                           |                       |                                  |                   | Monnikeredestraat 9         | 51° 16′ 38″ nord, 3° 17′ 58″ est | 78900               | Téléverser                                                       |
| (nl) Voormalige gemeenteschool                                                   |                       |                                  | Oostkerke + hoeke | Monnikeredestraat 13        | 51° 16′ 39″ nord, 3° 17′ 53″ est | 78901               | Téléverser                                                       |
| (nl) Hoeve met losstaande bestanddelen                                           |                       |                                  |                   | Pereboomstraat 2            | 51° 16′ 35″ nord, 3° 16′ 19″ est | 78902               | Téléverser                                                       |
| (nl) Rood bakstenen wegkapelletje                                                |                       |                                  | Oostkerke + hoeke | Pompestraat                 | 51° 16′ 12″ nord, 3° 16′ 56″ est | 78903               | Téléverser                                                       |
| (nl) Burgerhuis                                                                  |                       |                                  |                   | Processieweg 17             | 51° 16′ 39″ nord, 3° 17′ 48″ est | 78904               | Téléverser                                                       |
| (nl) Het Verbrande Fort                                                          |                       |                                  | Oostkerke + hoeke | Romboutswervedijk           | 51° 16′ 02″ nord, 3° 17′ 25″ est | 78905               | Téléverser                                                       |
| (nl) 18de-eeuwse hoeve                                                           |                       |                                  |                   | Sabtsweg 1                  | 51° 17′ 46″ nord, 3° 18′ 28″ est | 78906               | Téléverser                                                       |
| (nl) 18de-eeuwse hoeve                                                           |                       |                                  |                   | Sabtsweg 2                  | 51° 16′ 57″ nord, 3° 17′ 23″ est | 78907               | Téléverser                                                       |
| (nl) Sint-Jacobshof                                                              |                       |                                  |                   | Sabtsweg 6                  | 51° 17′ 15″ nord, 3° 18′ 00″ est | 78908               | Téléverser                                                       |
| (nl) Sint-Kwintenskerk, parochiekerk van Oostkerke                               |                       |                                  | Oostkerke + hoeke | St.-Kwintensstraat          | 51° 16′ 39″ nord, 3° 17′ 44″ est | 78909               | (nl) Sint-Kwintenskerk, parochiekerk van Oostkerke               |
| (nl) Woonstalhuis                                                                |                       |                                  |                   | St.-Kwintensstraat 5        | 51° 16′ 38″ nord, 3° 17′ 47″ est | 78910               | Téléverser                                                       |
| (nl) De oudst gekende kosterwoning van Oostkerke                                 |                       |                                  |                   | St.-Kwintensstraat 9        | 51° 16′ 38″ nord, 3° 17′ 40″ est | 78911               | Téléverser                                                       |
| (nl) Oudst gekende pastorie van Oostkerke                                        |                       |                                  |                   | St.-Kwintensstraat 11       | 51° 16′ 39″ nord, 3° 17′ 40″ est | 78912               | Téléverser                                                       |
| (nl) Lage dorpswoning                                                            |                       |                                  |                   | St.-Kwintensstraat 27       | 51° 16′ 41″ nord, 3° 17′ 38″ est | 78913               | Téléverser                                                       |
| (nl) In kern 18de-eeuwse dorpshoeve                                              |                       |                                  |                   | St.-Kwintensstraat 29       | 51° 16′ 42″ nord, 3° 17′ 38″ est | 78914               | Téléverser                                                       |
| (nl) Dorpswoning                                                                 |                       |                                  |                   | St.-Kwintensstraat 31       | 51° 16′ 42″ nord, 3° 17′ 37″ est | 78915               | Téléverser                                                       |
| (nl) Kasteel van Oostkerke, prachtig kasteeldomein                               |                       |                                  |                   | Spegelsweg 3                | 51° 16′ 31″ nord, 3° 17′ 37″ est | 78916               | Téléverser                                                       |
| (nl) Kleine wegkapel ter ere van Onze Lieve Vrouw                                |                       |                                  | Oostkerke + hoeke | Spegelsweg                  | 51° 16′ 36″ nord, 3° 17′ 36″ est | 78917               | Téléverser                                                       |
| (nl) Oude molen of Molen van Mengé, molenromp                                    |                       |                                  | Oostkerke + hoeke | Spegelsweg                  | 51° 16′ 38″ nord, 3° 17′ 31″ est | 78918               | Téléverser                                                       |
| (nl) Sashoeve, hoeve van het langgeveltype                                       |                       |                                  |                   | Versevaartdijk 1            | 51° 16′ 16″ nord, 3° 16′ 30″ est | 78919               | Téléverser                                                       |
| (nl) Hoeve met losstaande bestanddelen                                           |                       |                                  |                   | Versevaartdijk 3            | 51° 16′ 16″ nord, 3° 16′ 34″ est | 78920               | Téléverser                                                       |
| (nl) Fort van Damme of Fort bij de Damse Vaart                                   |                       |                                  | Oostkerke + hoeke | Vriezeganzenstraat          | 51° 14′ 34″ nord, 3° 16′ 03″ est | 78921               | Téléverser                                                       |
| (nl) Hoeve                                                                       |                       |                                  |                   | Vriezeganzenstraat 2        | 51° 14′ 37″ nord, 3° 15′ 55″ est | 78922               | Téléverser                                                       |
| (nl) Semi-gesloten hoeve                                                         |                       |                                  | Oostkerke + hoeke | Vriezeganzenstraat 2        | 51° 14′ 37″ nord, 3° 15′ 55″ est | 78923               | Téléverser                                                       |
| (nl) De site Ten Doele                                                           |                       |                                  | Oostkerke + hoeke | Westkapellesteenweg         | 51° 17′ 53″ nord, 3° 18′ 03″ est | 78924               | Téléverser                                                       |
| (nl) Kapel toegewijd aan Onze-Lieve-Vrouw van Eienbroucke                        |                       |                                  | Oostkerke + hoeke | Westkapellesteenweg         | 51° 17′ 01″ nord, 3° 17′ 21″ est | 78925               | Téléverser                                                       |
| (nl) 't Wallant, hoeve met woonstalhuis en motte                                 |                       |                                  |                   | Westkapellesteenweg 3       | 51° 17′ 07″ nord, 3° 17′ 19″ est | 78926               | Téléverser                                                       |
| (nl) Pijlerkapel bij de ingang van een hoeve                                     |                       |                                  |                   | Westkapellesteenweg 24      | 51° 17′ 20″ nord, 3° 17′ 33″ est | 78927               | Téléverser                                                       |
| (nl) 18de-eeuws woonstalhuis                                                     |                       |                                  |                   | Zuidbroekstraat 2           | 51° 16′ 42″ nord, 3° 17′ 34″ est | 78928               | Téléverser                                                       |
| (nl) 't Westhof, hoeve met losstaande bestanddelen                               |                       |                                  |                   | Zuidbroekstraat 4           | 51° 16′ 30″ nord, 3° 17′ 14″ est | 78929               | (nl) 't Westhof, hoeve met losstaande bestanddelen               |
| (nl) Samenstel van twee boerenarbeidershuisjes                                   |                       |                                  | Sijsele           | Antwerpse Heirweg 6         | 51° 12′ 30″ nord, 3° 19′ 56″ est | 78930               | Téléverser                                                       |
| (nl) Hoevetje van het langgeveltype                                              |                       |                                  | Sijsele           | Antwerpse Heirweg 20        | 51° 12′ 33″ nord, 3° 20′ 16″ est | 78931               | Téléverser                                                       |
| (nl) Molensite met resterende romp van Allekerkemolen                            |                       |                                  | Sijsele           | Antwerpse Heirweg 25        | 51° 12′ 34″ nord, 3° 20′ 38″ est | 78932               | Téléverser                                                       |
| (nl) Onze-Lieve-Vrouwkapel of kapelletje van Bolakker                            |                       |                                  | Sijsele           | Antwerpse Heirweg           | 51° 12′ 38″ nord, 3° 21′ 20″ est | 78933               | Téléverser                                                       |
| (nl) Voormalige hoeve het Bolleke                                                |                       |                                  | Sijsele           | Antwerpse Heirweg 33        | 51° 12′ 37″ nord, 3° 21′ 35″ est | 78934               | Téléverser                                                       |
| (nl) Historische hoeve                                                           |                       |                                  | Sijsele           | Antwerpse Heirweg 41        | 51° 12′ 43″ nord, 3° 22′ 01″ est | 78935               | Téléverser                                                       |
| (nl) Hoeve                                                                       |                       |                                  | Sijsele           | Antwerpse Heirweg 49        | 51° 12′ 49″ nord, 3° 22′ 31″ est | 78936               | Téléverser                                                       |
| (nl) Eénlagig boerenhuis 't Molentje                                             |                       |                                  | Sijsele           | Antwerpse Heirweg 53        | 51° 12′ 51″ nord, 3° 22′ 36″ est | 78937               | Téléverser                                                       |
| (nl) Hoevetje                                                                    |                       |                                  | Sijsele           | Antwerpse Heirweg 55        | 51° 12′ 50″ nord, 3° 22′ 42″ est | 78938               | Téléverser                                                       |
| (nl) Groot Hof van Sint-Jan of hoeve Keizersput                                  |                       |                                  | Sijsele           | Awalstraat 1                | 51° 12′ 30″ nord, 3° 22′ 55″ est | 78939               | Téléverser                                                       |
| (nl) Voormalig overweghuisje                                                     |                       |                                  | Sijsele           | Bolakkerstraat 1            | 51° 12′ 19″ nord, 3° 21′ 51″ est | 78940               | Téléverser                                                       |
| (nl) Hoeve De Scheve Scheure                                                     |                       |                                  | Sijsele           | Doornstraat 9               | 51° 12′ 46″ nord, 3° 20′ 17″ est | 78941               | Téléverser                                                       |
| (nl) Hoevetje met losstaande bestanddelen                                        |                       |                                  | Sijsele           | Doornstraat 15              | 51° 12′ 51″ nord, 3° 20′ 40″ est | 78942               | Téléverser                                                       |
| (nl) Historische hoeve Stockmanshoeve                                            |                       |                                  | Sijsele           | Doornstraat 16              | 51° 12′ 52″ nord, 3° 20′ 30″ est | 78943               | Téléverser                                                       |
| (nl) Dieper gelegen woonstalhuis                                                 |                       |                                  | Sijsele           | Doornstraat 17              | 51° 12′ 51″ nord, 3° 20′ 41″ est | 78944               | Téléverser                                                       |
| (nl) Historische hoeve                                                           |                       |                                  | Sijsele           | Doornstraat 19              | 51° 12′ 51″ nord, 3° 20′ 49″ est | 78945               | Téléverser                                                       |
| (nl) Hoeve                                                                       |                       |                                  | Sijsele           | Doornstraat 30A             | 51° 13′ 19″ nord, 3° 21′ 56″ est | 78946               | Téléverser                                                       |
| (nl) Armgasmotor van de voormalige bloemenkwekerij Flandria                      |                       |                                  | Sijsele           | Dorpsstraat                 | 51° 12′ 13″ nord, 3° 18′ 41″ est | 78947               | Téléverser                                                       |
| (nl) Hotel-restaurant Vredehof                                                   |                       |                                  | Sijsele           | Dorpsstraat 1               | 51° 12′ 08″ nord, 3° 19′ 57″ est | 78948               | Téléverser                                                       |
| (nl) Kleine interbellumvilla                                                     |                       |                                  | Sijsele           | Dorpsstraat 11              | 51° 12′ 08″ nord, 3° 19′ 51″ est | 78949               | Téléverser                                                       |
| (nl) Woonhuis                                                                    |                       |                                  | Sijsele           | Dorpsstraat 46              | 51° 12′ 05″ nord, 3° 19′ 41″ est | 78950               | Téléverser                                                       |
| (nl) Woonwinkelpand                                                              |                       |                                  | Sijsele           | Dorpsstraat 103             | 51° 12′ 06″ nord, 3° 19′ 24″ est | 78951               | Téléverser                                                       |
| (nl) Samenstel van twee 19de-eeuwse woonhuizen                                   |                       |                                  | Sijsele           | Dorpsstraat 105             | 51° 12′ 06″ nord, 3° 19′ 24″ est | 78952               | Téléverser                                                       |
| (nl) Samenstel van twee 19de-eeuwse woonhuizen                                   |                       |                                  | Sijsele           | Dorpsstraat 107             | 51° 12′ 06″ nord, 3° 19′ 24″ est | 78952               | Téléverser                                                       |
| (nl) Voormalig estaminet en afspanning Gemeentehuis                              |                       |                                  | Sijsele           | Dorpsstraat 118             | 51° 12′ 03″ nord, 3° 19′ 23″ est | 78953               | Téléverser                                                       |
| (nl) Sint-Martinuskerk, neogotische parochiekerk                                 |                       |                                  | Sijsele           | Dorpsstraat                 | 51° 12′ 04″ nord, 3° 19′ 22″ est | 78954               | (nl) Sint-Martinuskerk, neogotische parochiekerk                 |
| (nl) Oorlogsgedenkteken                                                          |                       |                                  | Sijsele           | Dorpsstraat                 | 51° 12′ 04″ nord, 3° 19′ 18″ est | 78956               | Téléverser                                                       |
| (nl) Voormalige pastorie en gemeentehuis van Sijsele                             |                       |                                  | Sijsele           | Dorpsstraat 122             | 51° 12′ 04″ nord, 3° 19′ 19″ est | 78957               | Téléverser                                                       |
| (nl) Dubbelhuis, huidige pastorie                                                |                       |                                  | Sijsele           | Dorpsstraat 124             | 51° 12′ 04″ nord, 3° 19′ 18″ est | 78958               | Téléverser                                                       |
| (nl) Half vrijstaande woning in modernistische stijl                             |                       |                                  | Sijsele           | Dorpsstraat 128             | 51° 12′ 04″ nord, 3° 19′ 17″ est | 78959               | Téléverser                                                       |
| (nl) Breedhuis in laatclassicistische stijl                                      |                       |                                  | Sijsele           | Dorpsstraat 131             | 51° 12′ 06″ nord, 3° 19′ 17″ est | 78960               | Téléverser                                                       |
| (nl) Eenheidsbebouwing van dubbelhuizen                                          |                       |                                  | Sijsele           | Dorpsstraat 158             | 51° 12′ 06″ nord, 3° 19′ 09″ est | 78961               | Téléverser                                                       |
| (nl) Eenheidsbebouwing van dubbelhuizen                                          |                       |                                  | Sijsele           | Dorpsstraat 160             | 51° 12′ 06″ nord, 3° 19′ 09″ est | 78961               | Téléverser                                                       |
| (nl) Eenheidsbebouwing van dubbelhuizen                                          |                       |                                  | Sijsele           | Dorpsstraat 162             | 51° 12′ 06″ nord, 3° 19′ 09″ est | 78961               | Téléverser                                                       |
| (nl) Eenheidsbebouwing van dubbelhuizen                                          |                       |                                  | Sijsele           | Dorpsstraat 164             | 51° 12′ 06″ nord, 3° 19′ 09″ est | 78961               | Téléverser                                                       |
| (nl) Interbellumvilla in tuin                                                    |                       |                                  | Sijsele           | Dorpsstraat 184             | 51° 12′ 07″ nord, 3° 19′ 01″ est | 78962               | Téléverser                                                       |
| (nl) Villa in cottagestijl                                                       |                       |                                  | Sijsele           | Dorpsstraat 186             | 51° 12′ 08″ nord, 3° 19′ 00″ est | 78963               | Téléverser                                                       |
| (nl) Kwartier Sergeant Baron Gillès de Pélichy, legerbasis                       |                       |                                  | Sijsele           | Dorpsstraat 188             | 51° 12′ 05″ nord, 3° 18′ 50″ est | 78964               | Téléverser                                                       |
| (nl) Eenvoudige interbellumvilla in cottagestijl                                 |                       |                                  | Sijsele           | Dorpsstraat 190             | 51° 12′ 12″ nord, 3° 18′ 41″ est | 78965               | Téléverser                                                       |
| (nl) Stedelijke Openbare Bibliotheek Burgemeester Daniel Coens                   |                       |                                  | Sijsele           | Eikelberg 1                 | 51° 12′ 55″ nord, 3° 18′ 32″ est | 78966               | Téléverser                                                       |
| (nl) Vrijstaande interbellumwoning                                               |                       |                                  | Sijsele           | Gentse Steenweg 14          | 51° 12′ 10″ nord, 3° 20′ 23″ est | 78967               | Téléverser                                                       |
| (nl) Historische, voorheen volledig omwalde hoeve Rostune                        |                       |                                  | Sijsele           | Gentse Steenweg 17          | 51° 12′ 08″ nord, 3° 20′ 33″ est | 78968               | Téléverser                                                       |
| (nl) Vrijstaande interbellumwoning                                               |                       |                                  | Sijsele           | Gentse Steenweg 33          | 51° 12′ 09″ nord, 3° 20′ 48″ est | 78969               | Téléverser                                                       |
| (nl) Interbellumhoeve                                                            |                       |                                  | Sijsele           | Gentse Steenweg 61          | 51° 12′ 10″ nord, 3° 21′ 28″ est | 78970               | Téléverser                                                       |
| (nl) Onze-Lieve-Vrouw-pijlerkapelletje                                           |                       |                                  | Sijsele           | Gentse Steenweg 70B         | 51° 12′ 17″ nord, 3° 21′ 07″ est | 78971               | Téléverser                                                       |
| (nl) Interbellumvilla in tuin Sparrenoord                                        |                       |                                  | Sijsele           | Gentse Steenweg 90          | 51° 12′ 15″ nord, 3° 21′ 41″ est | 78972               | Téléverser                                                       |
| (nl) Elisabethziekenhuis                                                         |                       |                                  | Sijsele           | Gentse Steenweg 132         | 51° 12′ 24″ nord, 3° 22′ 50″ est | 78973               | Téléverser                                                       |
| (nl) Vrijstaand breedhuis                                                        |                       |                                  | Sijsele           | Gentse Steenweg 134         | 51° 12′ 20″ nord, 3° 22′ 58″ est | 78974               | Téléverser                                                       |
| (nl) Samenstel van twee boerenhuizen                                             |                       |                                  | Sijsele           | Houtstraat 44               | 51° 12′ 50″ nord, 3° 19′ 06″ est | 78976               | Téléverser                                                       |
| (nl) Vrijstaand interbellumwoonhuis                                              |                       |                                  | Sijsele           | Kloosterstraat 2            | 51° 12′ 07″ nord, 3° 19′ 22″ est | 78977               | Téléverser                                                       |
| (nl) Burgerhuis in neoclassicistische stijl                                      |                       |                                  | Sijsele           | Kloosterstraat 4            | 51° 12′ 08″ nord, 3° 19′ 22″ est | 78978               | Téléverser                                                       |
| (nl) Voormalige Vrije Lagere Meisjesschool, thans Vrije Basisschool Sint-Maarten |                       |                                  | Sijsele           | Kloosterstraat 4A           | 51° 12′ 11″ nord, 3° 19′ 18″ est | 78979               | Téléverser                                                       |
| (nl) Voormalige Vrije Lagere Meisjesschool, thans Vrije Basisschool Sint-Maarten |                       |                                  | Sijsele           | Kloosterstraat 6            | 51° 12′ 11″ nord, 3° 19′ 18″ est | 78979               | Téléverser                                                       |
| (nl) Historische hoeve met losstaande bestanddelen                               |                       |                                  | Sijsele           | Lampernisse 3               | 51° 12′ 01″ nord, 3° 21′ 22″ est | 78980               | Téléverser                                                       |
| (nl) Hof van Sijsele, historische hoeve                                          |                       |                                  | Sijsele           | Meibosweg 2                 | 51° 12′ 02″ nord, 3° 19′ 15″ est | 78981               | Téléverser                                                       |
| (nl) Voormalige dorpsmolen of Molen Lievens                                      |                       |                                  | Sijsele           | Nieuwe Weg 4                | 51° 12′ 12″ nord, 3° 19′ 30″ est | 78982               | Téléverser                                                       |
| (nl) 19de-eeuws woonstalhuis                                                     |                       |                                  | Sijsele           | Rijckeveldestraat 4         | 51° 12′ 03″ nord, 3° 18′ 23″ est | 78983               | Téléverser                                                       |
| (nl) Domein Rijckevelde                                                          |                       |                                  | Sijsele           | Rijckeveldestraat 6         | 51° 11′ 50″ nord, 3° 17′ 44″ est | 78984               | (nl) Domein Rijckevelde                                          |
| (nl) Domein Rijckevelde                                                          |                       |                                  | Sijsele           | Rijckeveldestraat 8         | 51° 11′ 50″ nord, 3° 17′ 44″ est | 78984               | (nl) Domein Rijckevelde                                          |
| (nl) Voormalige boswachterswoning van het domein Rijckevelde                     |                       |                                  | Sijsele           | Rijckeveldestraat 7         | 51° 12′ 08″ nord, 3° 17′ 33″ est | 78985               | Téléverser                                                       |
| (nl) Hoeve met interbellumwoonhuis                                               |                       |                                  | Sijsele           | Schardauwstraat 13          | 51° 11′ 46″ nord, 3° 20′ 32″ est | 78986               | Téléverser                                                       |
| (nl) Dieper gelegen hoeve Scardauw                                               |                       |                                  | Sijsele           | Schardauwstraat 15          | 51° 11′ 45″ nord, 3° 20′ 32″ est | 78987               | Téléverser                                                       |
| (nl) Spermaliekapel met toegangspoort                                            |                       |                                  | Sijsele           | Spermalieweg                | 51° 12′ 43″ nord, 3° 18′ 57″ est | 78988               | Téléverser                                                       |
| (nl) Historische omwalde hoeve Spermalie                                         |                       |                                  | Sijsele           | Spermalieweg 25             | 51° 12′ 56″ nord, 3° 19′ 12″ est | 78989               | Téléverser                                                       |
| (nl) Voormalige gemeentelijke lagere jongensschool                               |                       |                                  | Sijsele           | Stationsstraat 13           | 51° 12′ 08″ nord, 3° 19′ 18″ est | 78990               | Téléverser                                                       |
| (nl) Interbellumwoning                                                           |                       |                                  | Sijsele           | Stationsstraat 23           | 51° 12′ 11″ nord, 3° 19′ 15″ est | 78991               | Téléverser                                                       |
| (nl) Langgestrekt 19de-eeuws woonhuis                                            |                       |                                  | Sijsele           | Stationsstraat 24           | 51° 12′ 11″ nord, 3° 19′ 11″ est | 78992               | Téléverser                                                       |
| (nl) Interbellumwoning                                                           |                       |                                  | Sijsele           | Stationsstraat 26           | 51° 12′ 12″ nord, 3° 19′ 12″ est | 78993               | Téléverser                                                       |
| (nl) Interbellumwoning                                                           |                       |                                  | Sijsele           | Stationsstraat 31           | 51° 12′ 12″ nord, 3° 19′ 15″ est | 78994               | Téléverser                                                       |
| (nl) Vrijstaande interbellumwoning                                               |                       |                                  | Sijsele           | Stationsstraat 42           | 51° 12′ 14″ nord, 3° 19′ 11″ est | 78995               | Téléverser                                                       |
| (nl) Café-taverne Prinsenhof                                                     |                       |                                  | Sijsele           | Stationsstraat 47           | 51° 12′ 16″ nord, 3° 19′ 13″ est | 78996               | Téléverser                                                       |
| (nl) Voormalig stationsgebouw van Sijsele                                        |                       |                                  | Sijsele           | Stationsstraat              | 51° 12′ 18″ nord, 3° 19′ 10″ est | 78997               | Téléverser                                                       |
| (nl) Half vrijstaand herenhuis                                                   |                       |                                  | Sijsele           | Stationsstraat 59           | 51° 12′ 20″ nord, 3° 19′ 10″ est | 78998               | Téléverser                                                       |
| (nl) Voormalig huis van de stationschef                                          |                       |                                  | Sijsele           | Stationsstraat 61           | 51° 12′ 20″ nord, 3° 19′ 09″ est | 78999               | Téléverser                                                       |
| (nl) Vrijstaande interbellumvilla                                                |                       |                                  | Sijsele           | Stationsstraat 71           | 51° 12′ 24″ nord, 3° 19′ 07″ est | 79000               | Téléverser                                                       |
| (nl) Interbellumwoonhuis                                                         |                       |                                  | Sijsele           | Stationsstraat 96           | 51° 12′ 25″ nord, 3° 19′ 03″ est | 79001               | Téléverser                                                       |
| (nl) Herdenkings- en verbroederingsmonument                                      |                       |                                  | Sijsele           | Stationsstraat              | 51° 12′ 34″ nord, 3° 18′ 58″ est | 79002               | Téléverser                                                       |
| (nl) Interbellumhoevetje met losstaande bestanddelen                             |                       |                                  | Sijsele           | Stationsstraat 114          | 51° 12′ 29″ nord, 3° 19′ 01″ est | 79003               | Téléverser                                                       |
| (nl) Voormalig woonhuis met atelier en expositieruimte                           |                       |                                  | Sijsele           | Stationsstraat 198          | 51° 13′ 00″ nord, 3° 18′ 48″ est | 79004               | Téléverser                                                       |
| (nl) Onze-Lieve-Vrouwkapel                                                       |                       |                                  | Sijsele           | Veldhoekstraat              | 51° 11′ 46″ nord, 3° 21′ 46″ est | 79005               | Téléverser                                                       |
| (nl) Gerenoveerde hoeve De Vlier                                                 |                       |                                  | Sijsele           | Veldstraat 16               | 51° 12′ 33″ nord, 3° 19′ 23″ est | 79008               | Téléverser                                                       |
| (nl) Dieper gelegen hoeve                                                        |                       |                                  | Sijsele           | Veldstraat 17               | 51° 12′ 29″ nord, 3° 19′ 45″ est | 79009               | Téléverser                                                       |
| (nl) Hoeve van het langgeveltype                                                 |                       |                                  | Sijsele           | Veldstraat 22               | 51° 12′ 33″ nord, 3° 19′ 13″ est | 79010               | Téléverser                                                       |
| (nl) Achterin gelegen vrijstaande woning                                         |                       |                                  | Sijsele           | Zomerstraat-Oost 11         | 51° 11′ 39″ nord, 3° 19′ 57″ est | 79011               | Téléverser                                                       |
| (nl) Kapel van Onze-Lieve-Vrouw in de Nood met ommegang                          |                       |                                  | Sijsele           | Zwaanstraat                 | 51° 12′ 29″ nord, 3° 19′ 55″ est | 79012               | Téléverser                                                       |
| (nl) Onze-Lieve-Vrouwkapel                                                       |                       |                                  | Sijsele           | Zwinstraat                  | 51° 11′ 58″ nord, 3° 18′ 33″ est | 79013               | Téléverser                                                       |
| (nl) Neogotische calvariekapel op de begraafplaats van Vivenkapelle              |                       |                                  |                   | Bradericplein               | 51° 13′ 56″ nord, 3° 18′ 23″ est | 79014               | Téléverser                                                       |
| (nl) Voormalige kosterwoning van de parochie van Vivenkapelle                    |                       |                                  |                   | Bradericplein 14            | 51° 13′ 52″ nord, 3° 18′ 25″ est | 79015               | Téléverser                                                       |
| (nl) Vrije Basisschool van Vivenkapelle                                          |                       |                                  |                   | Bradericplein 16A           | 51° 13′ 50″ nord, 3° 18′ 28″ est | 79016               | Téléverser                                                       |
| (nl) Neogotische losstaande woning met tuin                                      |                       |                                  |                   | Bradericplein 20            | 51° 13′ 51″ nord, 3° 18′ 30″ est | 79017               | Téléverser                                                       |
| (nl) Onze-Lieve-Vrouw-Geboorte en Heilige Philippuskerk                          |                       |                                  |                   | Bradericplein               | 51° 13′ 53″ nord, 3° 18′ 28″ est | 79018               | Téléverser                                                       |
| (nl) Burgerhuis                                                                  |                       |                                  |                   | Bradericplein 21            | 51° 13′ 55″ nord, 3° 18′ 26″ est | 79019               | Téléverser                                                       |
| (nl) Neogotisch complex                                                          |                       |                                  |                   | Bradericplein 22            | 51° 13′ 54″ nord, 3° 18′ 30″ est | 79020               | Téléverser                                                       |
| (nl) 't Hof van Vivenkapelle, neogotisch herenhuis                               |                       |                                  |                   | Bradericplein 23            | 51° 13′ 55″ nord, 3° 18′ 26″ est | 79021               | Téléverser                                                       |
| (nl) Samenstel van twee burgerhuizen                                             |                       |                                  |                   | Bradericplein 25            | 51° 13′ 55″ nord, 3° 18′ 28″ est | 79022               | Téléverser                                                       |
| (nl) Samenstel van twee burgerhuizen                                             |                       |                                  |                   | Bradericplein 27            | 51° 13′ 55″ nord, 3° 18′ 28″ est | 79022               | Téléverser                                                       |
| (nl) Hoeve De Beyerhage                                                          |                       |                                  |                   | Broekweg 1                  | 51° 13′ 49″ nord, 3° 16′ 44″ est | 79023               | Téléverser                                                       |
| (nl) Hoeve Hof ter Ede                                                           |                       |                                  |                   | Broekweg 3                  | 51° 13′ 53″ nord, 3° 16′ 35″ est | 79024               | Téléverser                                                       |
| (nl) Wegkapel toegewijd aan Onze-Lieve-Vrouw                                     |                       |                                  |                   | Legeweg 26                  | 51° 14′ 06″ nord, 3° 18′ 10″ est | 79025               | Téléverser                                                       |
| (nl) Monumentale langgestrekte hoeve Het Vagevier                                |                       |                                  |                   | Legeweg 32                  | 51° 13′ 46″ nord, 3° 17′ 22″ est | 79026               | Téléverser                                                       |
| (nl) Hoeve De Hoge Roker                                                         |                       |                                  |                   | Legeweg 34                  | 51° 13′ 42″ nord, 3° 17′ 09″ est | 79027               | Téléverser                                                       |
| (nl) Hoeve De Lisdodde                                                           |                       |                                  |                   | Legeweg 36                  | 51° 13′ 39″ nord, 3° 16′ 42″ est | 79028               | Téléverser                                                       |
| (nl) 19de-eeuwse hoeve                                                           |                       |                                  |                   | Moerkerkesteenweg 8         | 51° 13′ 47″ nord, 3° 18′ 10″ est | 79029               | Téléverser                                                       |
| (nl) Historische hoeve De Vierschare                                             |                       |                                  |                   | Vierscharestraat 2          | 51° 13′ 50″ nord, 3° 18′ 18″ est | 79031               | Téléverser                                                       |
| (nl) Woonstalhuis                                                                |                       |                                  |                   | Vierscharestraat 30         | 51° 13′ 41″ nord, 3° 18′ 02″ est | 79032               | Téléverser                                                       |
| (nl) Onze-Lieve-Vrouwekapel bij hoeve De Vijf Stringen                           |                       |                                  |                   | Vierscharestraat 41         | 51° 13′ 38″ nord, 3° 18′ 02″ est | 79033               | Téléverser                                                       |
| (nl) Historische hoeve Heeckenberch                                              |                       |                                  |                   | Vierscharestraat 47         | 51° 13′ 36″ nord, 3° 17′ 57″ est | 79034               | Téléverser                                                       |
| (nl) Kleine hoeve                                                                |                       |                                  |                   | Vivensteenweg 5             | 51° 14′ 06″ nord, 3° 18′ 08″ est | 79035               | Téléverser                                                       |
| (nl) Molenaarshuis                                                               |                       |                                  | Damme             | Damse Vaart West 4          | 51° 15′ 03″ nord, 3° 16′ 39″ est | 83715               | Téléverser                                                       |